# Рославлева, Любовь Андреевна
Любовь Андреевна Рославлева (25 июня (7 июля) 1874 — 9 (22) ноября 1904, Цюрих, Швейцария) — балерина Большого театра из дворянского рода Рославлевых. Жена (с 27 августа 1900 года) актёра П. М. Садовского (1874—1947).

## Биография
Мать Александра Петровна Рославлева (ур. Авдулина), давала уроки музыки, отец — Андрей Васильевич Рославлев, отставной штаб-ротмистр. Дед — Василий Васильевич Рославлев, предводитель дворянства Егорьевского уезда Рязанской губернии, отставной подполковник. Бабушка — Мария Николаевна Рославлева (ур. Беклемишева), дочь поручика Николая Андреевича Беклемишева.
Училась в императорском Московском театральном училище, где среди её педагогов был испанский балетмейстер Xосе Мендес, в то время работавший в Большом театре и заодно преподававший в балетной школе при нём (его ученицами также были Екатерина Гельцер, Аделина Джури и другие московские артистки конца XIX — начала XX веков). Мендес, сам крупный виртуоз своего времени, прививал своим ученицам новейшие достижения итальянской танцевальной школы, в частности — сильную пальцевую технику.
По окончании училища, в 1892 году была принята в балетную труппу Большого театра. В 1901 году выступала в Петербурге, на сцене Мариинского театра. Исполняя роль Медоры в «Корсаре», поразила столичную публику блестящими фуэте по диагонали, которые не умела делать и Леньяни, благодаря которой это эффектное вращение закрепилось в российской практике балетного исполнительства.
Из воспоминаний Юрия Бахрушина (сына основателя музея):

Молоденькой, застенчивой девушкой появилась она у нас в доме впервые. Нарядная, приветливая, она распространяла вокруг себя такую бездну обаяния, такое искреннее благожелательство, что моментально покоряла всех. (...) У меня в памяти осталось то воскресенье, когда она счастливой и весёлой приехала к нам впервые со своим мужем, молодым, рослым красавцем с ленивыми повадками и приглушённой речью — Провом Садовским. Она сидела со мной в нижнем кабинете отца, на красном диване, обняв меня за плечи и слушая, что говорят присутствующие. Мне было очень хорошо с ней, с моей Спящей красавицей, и она мне казалась самой красивой женщиной в мире. Говорили, что Рославлева никогда не была красавицей, да и фотокарточки подтверждают это мнение, но на её лице была отображёна вся чудная её душа.
В 1902 году участвовала в гастролях в Монте-Карло и варшавском Большом театре. 
Умерла в расцвете сил и таланта после неудачно проведённой операции от воспаления слепой кишки, похоронена на Ваганьковском кладбище (12 уч.). В марте 1981 года в её могилу был подзахоронен актёр Олег Даль.

## Репертуар
- 1892, дебют — Сванильда, «Коппелия» Лео Делиба, хореография Иосифа Гансена по балету Артура Сен-Леона[* 1]
- 21 января 1896 — Галатея*, «Ацис и Галатея» Андрея Кадлеца, хореография Льва Иванова (на сцене Мариинского театра).
- Медора, «Корсар» Адольфа Адана, хореография Мариуса Петипа в постановке Алексея Богданова[* 2].
- 17 января 1899 — Аврора*, «Спящая красавица» П. И. Чайковского, хореография Мариуса Петипа в постановке Александра Горского.
- 1899 — Сандрильона*,  «Хрустальный башмачок» Вильгельма Мюльдорфера, хореография Алексея Богданова, возобновление Ивана Хлюстина[* 3]
- 6 декабря 1900 — Китри / Дульсинея*, «Дон Кихот» Людвига Минкуса, хореография Александра Горского по балету Мариуса Петипа.
- 25 января 1901[уточнить] — Никия, «Баядерка» Людвига Минкуса, хореография Александра Горского по балету Мариуса Петипа.
- Сатанилла, «Сатанилла, или Любовь и ад[англ.]» Наполеон-Анри Ребера и Франсуа Бенуа, хореография Жозефа Мазилье в редакции Мариуса и Жана Петипа, постановка балетмейстера Фредерика)[* 4]
- Царь-девица, «Конёк-Горбунок» Цезаря Пуни, хореография Артура Сен-Леона.
- Бабочка, «Капризы Бабочки» Николая Кроткова, хореография Мариуса Петипа.
- Раймонда, «Раймонда» Александра Глазунова, хореография Мариуса Петипа в постановке Александра Горского и Ивана Хлюстина[* 5].

(*) — первая исполнительница партии на сцене Большого театра.